# Baix Albaida
El Baix Albaida (també coneguda com a Castelló i les Ènoves) és una subcomarca de la Ribera Alta (País Valencià) travessada pel curs baix del riu Albaida en arribar al riu Xúquer. La componen set municipis: l'Ènova, Manuel, Senyera, Rafelguaraf, Sant Joan de l'Ènova, la Pobla Llarga i Castelló de la Ribera.
Històricament en l'època foral vindria a correspondre, tret de Castelló de la Ribera a l'antic Quarter d'Ènova, de l'antic terme particular de Xàtiva.
La seua situació geogràfica al sud-est de la Ribera Alta i la proximitat a la ciutat de Xàtiva fa que els pobles d'aquesta subcomarca tinguen una estreta relació amb la comarca de la Costera.
| |          |          |          |
| \| Municipi \| Població \| Extensió \| Densitat \| \| --------------------- \| -------- \| -------- \| -------- \| \| Castelló de la Ribera \| 7.493 \| 20,30 \| 369,11 \| \| l'Ènova \| 1.011 \| 7,70 \| 131,30 \| \| Manuel \| 2.570 \| 6,00 \| 428,33 \| \| la Pobla Llarga \| 4.420 \| 10,10 \| 437,62 \| \| Rafelguaraf \| 2.453 \| 16,30 \| 150,49 \| \| Sant Joanet \| 413 \| 1,90 \| 217,37 \| \| Senyera \| 1.141 \| 2,00 \| 570,50 \| \| Total \| 19.501 \| - \| - \| |          |          |          |
| Municipi | Població | Extensió | Densitat |
| Castelló de la Ribera | 7.493    | 20,30    | 369,11   |
| l'Ènova | 1.011    | 7,70     | 131,30   |
| Manuel | 2.570    | 6,00     | 428,33   |
| la Pobla Llarga | 4.420    | 10,10    | 437,62   |
| Rafelguaraf | 2.453    | 16,30    | 150,49   |
| Sant Joanet | 413      | 1,90     | 217,37   |
| Senyera | 1.141    | 2,00     | 570,50   |
| Total | 19.501   | -        | -        |

## Geografia
Es tracta d’una subcomarca que s'ubica al sud-est de la Ribera Alta representant un 8,78% d’aquesta comarca valenciana, amb una superfície d’aproximadament 74,85km² (entre els quals està inclòs el Realenc), formant una gran planura al·luvial en la confluència entre els rius Albaida i Xúquer, i cercada per la serra de Manuel-Énova i el massís del Realenc.

### Les muntanyes
Els experts consideren que la subcomarca està en una zona de transició al sistema Subbètic, però encara dintre del sistema Ibèric. Es tracta, doncs, d’una zona fronterera entre sistemes, amb muntanyes que naixen a partir del 90 metres d’altitud amb una certa varietat, ja que podem distingir dues formacions muntanyenques separades pel riu Albaida i de característiques prou diferents.
Així tenim d’una banda les muntanyes d’algeps (els materials que el formen són salobrencs, de poca consistència, blans, destacant margues i roques terroses, presentant argila, guix, sals i caracteritzat per no presentar calç), que representen tan sols el 5% del territori, que es localitzen al sud-oest de la subcomarca, penetrant al massís del Port de Càrcer. Abasta els termes de Castelló (on trobem les serres de la Utxera i de la Font Amarga) i de Manuel (amb la serra de les Salines). Aquestes formacions són la frontera natural amb la comarca de la Costera, i presenta el punt més alt en l’alteró de la Bateria amb 262 metres d’altitud. Es tracta d’un plegament geològic datat a l'era Mesozoica, en el període Triàsic Superior (fa uns entre 225-213 milions d’anys)
D’una altra banda trobem les muntanyes calcàries que s'estenen pels extrems sud i est d’aquest territori, i que suposen el 20% de la seua superfície. Te forma d’arc i està integrat en un conjunt que continua també per Carcaixent, la Barraca, Simat i Barxeta, que és conegut com el massís del Realenc amb el punt més alt a la punta de Miramar, amb 429 metres d’altitud. Està formada per quasi exclusivament roques calcàries, que en són dures i compactes, i es poden distinguir de dos tipus, que encara que molt semblant, presenten orígens ben diferents: la dolomia, d’origen químic, i la creta, d’origen orgànic. També es poden trobar, encara que de manera molt menys abundant, minerals com el sílex, el quars, i també la calcita (aquesta última responsable moltes vegades de la formació de fòssils, al petrificar la part orgànica dels mol·luscos arcaics, prou abundants per aquestes serres)

### El pla
També en trobem en aquest territori un terreny pla, situat sempre a la vora de les muntanyes, representant aproximadament el 40% de la seua extensió. Es tracta d’una superfície prou llisa i uniforme, amb suau pendent, entre el 1 i el 5%, situada a poca altura, entre els 50 i els 90 metres d’altitud. Els seus materials daten de depòsits del període del Plistocé o Pleistocé o primera època de l’era quaternària, i tenen el seu origen en la desagregació i erosió de les roques. Són terres soltes, joves, de una gran qualitat pel cultiu de les taronges. També es poden trobar argiles i llims, encara que molt menys abundants, i a la part més profunda abunden les vetes de pinyó, o terra que conté petites pedres encastades amb gran profusió; i també sovinteja el tap, una capa de terra dura, entre calcina i arenosa, blanquinosa i pràcticament estèril, amb una consistència quasi pètria.
Encara que antigament aquestes terres de la plana no estaven gens valorades per ser totes només adequades pels cultius de secà, el sorgiment d’un sistema de reg de pous o per degoteig, les han transformat en un terrenys molt preats.

### L’Horta
Entre el pla i les marjals ens tobrem la terra d’horta (amb origen en la sedimentació durant la segona època del quaternari, tractant-se de dipòsits al·luvials, del el Xúquer, l’Albaida i el barranc de Barxeta) encara que la major part de vegades és molt difícil establir on comença i on acaba, perquè sovint s'entremescla en els seus afloraments. Es tracta d’un terreny pla, molt poc pendent, entre els 50 metres d’altitud (en el poble de Manuel) i els 25 metres, representant, més o menys, el 30% de la superfície total de la subcomarca.
Aquesta terra de l’horta (la més estimada per a l’agricultura per gaudir de reg de séquia, cosa que la fet ser molt productiva, encara que la sobreproducció va esgotant-la poc a poc) presenta més espessor que en el pla, i està formada majorment per argiles i llims compactes i rics, encara que a prou profunditat es poden trobar algunes formacions del tipus del pinyó i el tap.
És en aquesta horta on es troben (a la vora de les séquies) els set establiments humans d’aquesta subcomarca, els quals acabaren sent pobles que han sobreviscut fins als nostres dies.

### La Marjal
També es poden trobar al territori d’aquesta subcomarca zones de marjals ocupen sempre les parts més baixes i representen, aproximadament el 5% del sòl de la superfície d’aquesta subcomarca. Estan localitzades en zones pròximes als rius Xúquer i Albaida, així com també en els mateixos caixers dels barrancs. Està formada per materials (argiles i llims al·luvials molt compactes) molt recents, que provenen de les últimes crescudes fluvials, molt freqüents, que no paren de depositar nous nutrients que renoven la feracitat d’aquests indrets humits.
En un primer moment eren zones semipantanoses, cosa que les feia ser insalubres, i per tant, rebutjades per a l’agricultura; encara que en aquesta subcomarca es cultivava arròs abans d’establir-se el taronger com cultiu prioritari.

### Hidrografia
Aquesta subcomarca està regada pels corrents dels rius Xúquer, Albaida i del barranc de Barxeta, les quals estan subjectes a una climatologia típicament mediterrània de pluges escasses i aïllades. Presenten per aquestes raons cabals reduïts, esporàdics i extremadament irregulars, regularitzats actualment per la construcció d’embassaments de laminació i assuts de reg que poden esgotar la totalitat del cabal.
El riu Xúquer presenta el seu cabal reduït per l’existència de l'embassament de Tous i les séquies d’Escalona, Reial de Carcaixent i Reial del Xúquer. Així, al pas per aquesta subcomarca sols duu el poc cabal que li han deixat eixes preses, més les aportacions que rep de les escorrenties de reg sobrants de les séquies d’Antella i de la Vall de Càrcer, situades entre Antella i Beneixida.
El riu Albaida, afluent del Xúquer, recull totes les aigües de les comarques de la Vall d’Albaida i la Costera. El seu cabal, molt reduït, irregular i inestable, redueix el seu cabal per la presència d’un bon grapat d’assuts de reg que poden arribar a deixar-lo eixut al seu tram final (sobre tot després de l’assut de la Torre d’en Lloris, la darrera presa d’aquest riu, on pren l’aigua la séquia Comuna de l’Énova), i sobretot a l’estiu. Després de la pantanada de 1982, el riu Albaida fou desviat per a què tinguera la mateixa direcció que el Xúquer i facilitar l’evacuació de les avingudes dels dos rius. Abans de 1785 el riu d’Albaida desembocava uns dos km més avall que ho fa ara en el Xúquer.
Per acabar, tenim el barranc de Barxeta, es tracta d’un torrent temporal que s'origina quan les pluges ocasionals són suficientment quantioses, arreplegant tota la pluja de l’arc muntanyenc que envolta la subcomarca per llevant i pel migjorn, abastant fins a les línies divisòries d’aigües limítrofes amb les muntanyes de Carcaixent, la Valldigna i la vall de Barxeta, així com totes les aigües caients del massís del Realenc, però ni una sola gota de la conca del riu de Barxeta, cosa que fa que la seua denominació no siga del tot apropiada. Aquest barranc s'ha vist modificat al llarg dels anys per evitar el descontrol de les avingudes d’aigües torrencials per les intenses pluges típiques de les tempestes del clima mediterrani, i canvia de nom segons va entrant en diferents termes municipals Així, el barranc del Realenc que en passar al terme de Rafelguaraf, entre la tanca de la finca i el camí Rafelguaraf-el Realenc, que es dividia en dos braços, un d’ells s'anul·là en 1991. A partir on conflueix també el barranc de la Font del Perelló per la seua esquerra canvia el seu nom i s'anomena el Barranquet o el barranc del Poble (en referència a Rafelguaraf) i funciona com a escorredor de séquies en rebre les aigües sobrants de les últimes derivacions de la séquia Comuna de l’Énova. Després de passar Rafelguaraf se li uneix el barranc del Tossalet. Més endavant, al terme de l’Énova, se li diu barranc de Rafelguaraf i més avall, a l’entrada del terme de la Pobla, li arriben per la seua dreta dos torrents importants, el barranc del Pla i el barranc de la Font de Carcaixent, els quals ja s'han reunit en un sol caixer uns 300 metres abans de contactar amb el barranc principal, el qual ja rep el nom de barranc de Barxeta quan penetra al terme de la Pobla.
La seua conca hidrogràfica abasta uns 120 km², la longitud del curs és d’uns 20 km i el seu cabal mitjà és de 2 m³/segon, provinent tot ell de sobres de reg i alterat per la derivació d'altres séquies que naixen del seu caixer,

## Història
Els primers assentaments humans d’aquesta zona estaven ubicats a l’abric de les muntanyes i els es tractaven d’amagatalls, prop de la planura, on es podia caçar i recol·lectar i el més pròxim possible de l’aigua (en aquella època proporcionada pels seus corrents fluvials, el riu Xúquer i el riu d’Albaida, i per les seues fonts o alvertents) per a poder beure i pescar. La població era ínfima, els clans més dèbils es conformarien construint-se rudimentàries cabanes o ocupant xicotets abrics, i els més forts s'ubicarien en les coves, encara que a aquesta subcomarca de coves hi ha ben poques; l’única que destaca per les seues dimensions és la cova de Xàtiva del Realenc.
De l'existència d'aquests primers poblaments, actualment es compta pràcticament no més amb el traçat d’alguns camins. Com que la subcomarca és una porta de pas que comunica l’extensa plana amb les primeres muntanyes, disposa d’algunes d’aquestes remotes vies. Durant les llargues etapes primitives, homes i animals, per a desplaçar-se, utilitzaven les vies naturals, les més planeres, les que discorrien quasi sempre paral·leles als rius i barrancs, per una vora o per les dues de les seues valls. Dins d’elles hi havia dos punts obligats de trànsit de capital importància: els guals dels rius (punts clau perquè les seues remulles eren llocs de bona pesca i de millor cacera, perquè ací solien acudir-hi els herbívors per a abeurar i se’ls hi podia acorralar amb facilitat, encara que en ocasions eren variables), per a poder-los creuar; i els invariables passos muntanyencs que connectaven unes conques amb les altres. Alguns d’eixos antics itineraris han desaparegut per sempre, però d'altres es fixaren, tot imprimint la superfície d’aquest territori, i encara es conserven, tot i que alguns trams han desaparegut o han sofert grans modificacions. Aquestes vies naturals es poden classificar en grups:
- de llarg recorregut, de caràcter general, no tenien un principi ni una fi perquè enllaçaven diverses zones geogràfiques i aconseguirien grans desplaçaments longitudinals al llarg de costes o dels grans rius i serien emprats per molts i diferents grups humans.
- de mitjà recorregut, de caràcter regional, per fer trajectes longitudinals o transversals, segons resseguiren rius més curts o afluents.
- de i curt recorregut, de caràcter local i d’ús més restringit, transitarien transversalment entre els assentaments temporals i els llocs de depredació més notables o els punts d’abastiment d’aigua (les fonts o els rius més pròxims).

En aquesta subcomarca destaquen de dos tipus:
- les vies marginals fluvial, és a dir, rutes generals (de recorregut llarg) o regionals (de recorregut mitjà), que acompanyen els rius,
- i els camins muntanya-riu (itineraris locals de curt recorregut), sobre els quals s'assentaren molts dels nuclis poblacionals actuals d’aquest territori de la subcomarca.

### Jaciments prehistòrics de la subcomarca
Hi ha ben pocs jaciments preibèrics a la subcomarca, tan sols la Cova Negra a Xàtiva, al Realenc, on es va trobar en superfície (la resta encara no s'ha excavat) una estranya pedra circular, difícil d’avaluar, amb una canaleta al centre, així com dos fragments ceràmics d’urnes amb cendres incinerades dels difunts, datables entre els anys 700-600 a C.
Respecte a la etapa ibèrica, es destacable l’estratègic poblat de l’Alt de Valiente (actualment només s'hi poden distingir les restes de dues muralles –una exterior ovalada i una interior rectangular- que encerclaven el poblat, d’uns 1.500 m² d’extensió) dalt de la muntanya de Manuel (de posible origen en l’etapa del Bronze) i que tindria com a annex al poblat menor del Castellet de Sanç.
D’aquesta època és el veí poblat de “Sàitabi” o Xàtiva tan pròspera que es convertí en la capital dels poblats circumdants i potser de tota la Contestània, territori que arribava fins a la marge dreta del Xúquer. Els assentaments de l’Alt de Valiente de Manuel i el Castellet de Castelló (poblats-fortalesa, amb els seus antics territoris) s'encarregarien de controlar, per la seua posició estratègica, els camins d’accés a “Sàitabi” vigilant sobretot els seus guals fluvials (el gual de la Moleta, el gual de la Passarera i el gual del Ràfol o de Barragà) i els seus ports de muntanya (el coll de la Font Amarga o de la Teixonera i el port de Càrcer).
Durant els períodes preibèric i ibèric, perduren els mateixos camins anteriors, simples sendes de ferradura, naturals o artificials, per on es desplaçaven, encara tots junts, els homes, els animals de càrrega i el bestiar; però la introducció del carro (tirat majorment per bous, tot i que els ibers introduïren el cavall) revolucionarà el transport i exigirà la millora de les sendes més transitades.

### L’època romana
A partir l’any 218 aC. cartaginesos i romans es disputaren aquestes terres. La romanitat, perviurà fins a la primera invasió àrab de l’any 711. Aquest període ha quedat reflectit en les restes locals, entre les quals, podem destacar: 
- a l’Énova: el Castellet de Sanç, la vil·la dels Alters o de Cornelius,[16][17][18]
- a Manuel: la vil·la de les Foies[19]
- i a Castelló: la vil·la del Repeu del Castellet de Castelló[20] i la vil·la de l’Estació.[21]

Altres restes són l’hort de Camals de la Pobla on s'ha descobert abundant ceràmica comuna romana.

### L’època musulmana
L’emirat Dependent, inicia la vinguda àrab a la península l’any 711, la conquesta de Xàtiva (aleshores “Sàteba”), i d’aquesta subcomarca de Castelló i les Énoves, sembla fou aconseguida l’any següent amb un confrontament armat que guanyaren els invasors, amb un exèrcit format per tribus berbers, on sobresortí el clan dels Nafza, i famílies del sud d’Aràbia, on despuntà el llinatge dels Mufàwwiz, poderosa família iemenita que fou representant destacat del poder xativí al llarg dels cinc segles del domini musulmà i que foren posseïdors del districte de l’Énova, llavors “Yànuba”, territori on ha quedat reflectida eixa ascendència aràbiga en el topònim Rafal Alaraf o “Rafal (Al)Àraf”, ara Rafelguaraf, que vol dir ‘alqueria de l’Àrab’, lloc que sembla es convertí pel temps en una residència privada especial on arribaren a instal·lar-se uns banys, únics banys àrabs que en tenim constància, a banda dels de Xàtiva.
Els nadius, que quedaren sense islamitzar, continuarien inclosos en els dos antics districtes castrals de l’etapa hispanoromana, el de Castelló i el de l’Énova, amb els seus respectius castells, divisions locals que serien respectades, anomenades ara aljames, dedicats a la ramaderia.
En el període de l’emirat Independent (més o menys pel 750) és quan s'obrí a Castelló la primera de les tres séquies que s'excavaren a aquesta subcomarca en l’època musulmana. Es tractava d’una molt primitiva xarxa de reg, antecessora de la séquia d’Escalona, s'anomenava la séquia d’Algirós, i també anterior a la séquia Comuna, donat que tant la Comuna com l’antiga séquia de la Hueta desaiguaven a la xarxa d’Algirós. Els experts consideren que possiblement la introducció d’aquest nou sistema de reg per séquies estigués relacionat amb la presència d’un nou poblament egipci, que aportaria l’experiència acumulada en el reg del riu Nil.
Sorgeixen d’aquesta manera noves explotacions agrícoles de regadiu o ‘alqueries', consistents en col·lectivitats familiars que solien prendre el nom de la seua ascendència, reflectida amb el prefix àrab beni-, que significa ‘fills de’ o ‘descendents de’, com és el cas de la desapareguda alqueria de Benimaclí, la qual regava de l’antiga séquia del Sas.
En l’època del califat de Còrdova, al voltant de l’any 950, és quan comencen a obrir (aigües amunt del riu d’Albaida) la séquia Comuna de l’Énova. Es produeix així el començament de la transformació del secà en regadiu, cosa que revolucionarà l’activitat d’aquesta subcomarca i dels seus poblats.

### Època Foral Valenciana a la Subcomarca
En setembre de 1238 Jaume I ocupa València i pacta una treva de set anys amb els àrabs de no conquistar més enllà del Xúquer, la frontera acordada per ambdues parts, però a principis de 1240 els cristians violen l'acord, traspassen la línia del Xúquer i ataquen Xàtiva i la part nord del seu territori, on se situa la subcomarca de Castelló- l’Énova, que aleshores es dividia en dos territoris castrals àrabs, el del castell de Castelló i el del castell de l’Énova.
Comencen uns anys de lluites, batalles, conquestes i reconquestes que finalitza pràcticament al voltant de 1249.
Segons es recull al Llibre del Repartiment, registre, un tant incomplet, on s'anotaren moltes de les propietats confiscades, en el cas de la subcomarca de Castelló i les Énoves començaren a repartir-se als nouvinguts (catalans, aragonesos, navarresos i occitans) entre març de 1248 fins a setembre de 1249.
Encara que en principi els cristians respectaven les divisions territorials anteriors a la reconquesta cristiana, en ocasions, unes voltes per desconeixemebt del terreny, d'altres per favoritismes, es produgueren canvis.
Després d'una primera etapa cristiana dominada per dinasties catalanas, a partir de 1412 fins 1516 la subcomarca es veu dominada per dinasties castellanes.
Es considera aquesta segona etapa foral com una etaopa de recuperació al viuere un temps sense desastres naturals, epidèmies i les guerres; cosa que permeté una recuperació econòmica basada en l’agricultura, sector que supera l’autoconsum, i comercialitzen els excedents.
Aquesta nova agricultura es caracteritza per tindre senyories de les alqueries mudèjars, que compten amb una mà d’obra més barata i més especialitzada, molt més competitives que els llocs cristians, la qual cosa provocarà que aquestes dues comunitats que evolucionen en paral·lel ho facen per vies diferents, fent sorgir enfrontaments entre les dues poblacions remarcant-se les grans diferències a nivell administratiu, cultural i religiós, les quals eren contemplades i emparades pels propis Furs.
A partir de 1516 fins al 1700 comença el podríem anomenar la dinastia austriaca a la subcomarca, època en què la bonança econòmica va directament a l’oligarquia i la noblesa (i els seus protegits, els mudèjars), mentre que la majoria del poble pla, agricultors i artesans, es trobaven en la ruïna pels pels impostos i per uns beneficis mínims. Aquesta situació duegué a un augment considerable del malestrar social i odi als mudèjars, que acabà en la guerra de les Germanies.
Al finalitzar les Germanies, els Austries imposaren unes sancions com a càstig per la revolta que hagué de pagar Xàtiva (i per tant Castelló i l’Énova); cosa que produí un caos econòmic que provocà una inseguretat en el medi rural, agreujat pel bandolerisme endèmic, que augmentà amb la misèria del poble; sorgeix així una etapa de bandolerisme entre els segles XVI-XVII.
A més, durant aquest període exclata l’odi acumulat durant 360 anys de convivència entre musulmans i cristians, un odi fruit de la intolerància religiosa i, al final per la por que es tenia per una possible cooperació dels mususlmans amb la pirateria turca i nordafricana. És així com Felip III firmà, el 9 d’octubre de 1609, el decret d’expulsió dels moriscos de tot Espanya, començant pels moriscos valencians, considerats els més perillosos.
Com a conseqüència d'aquesta expulsió, totes les alqueries morisques de la subcomarca de Castelló i les Énoves quedaren desertes, i encara que no hi ha dades de la població cristiana de la subcomarca el 1609, es pot considerar que fora un 15% menys que la població morisca. Aquesta falta de població a les alqueries reduí totalment els ingressos dels senyors feudals, cosa que feu necessària una repoblació de la zona rebaixant les condicions humiliants que pesaven sobre els musulmans per altres més acceptables. Aquestos nous colons foren cristians vells procedents de llocs molt variats, encara que la major part provenia dels pobles pròxims i també hi havia algun que altre morisc convers.

### Segle XVIII valencià
El segle XVIII començà amb el conflicte bèl·lic internacional que, produí la Guerra de Successió Espanyola (1701 –1714), confrontació en la que a més de la successió a la corona hispànica, s'hi dirimia també la qüestió de l'equilibri de poder entre les diferents potències europees, i és considerada un dels primers conflictes globals. Al regne de València prompte sorgiren dos bàndols: 
- els “botiflers”, que alineaven la major part de la noblesa i recolzaven Felip V (garantia de la continuïtat dels antiquats drets feudals)
- els “maulets”, que integrava al poble pla (descontent per l’excessiva pressió feudal) i un xicotet sector de la classe dirigent que defensava un neoforalisme, una recuperació dels devaluats furs, i feien costat al pretendent austríac, l'arxiduc Carles d’Àustria (que prometia recolzar aquestes demandes).

La resta del territori espanyol era felipista, raó per la qual l’arxiduc Carles decidí dur a terme una ocupació dels territoris felipistes, iniciant-la en agost de 1705 desembarcant al port d'Altea amb un exèrcit aliat europeu comandat pel militar valencià en Joan Baptista Basset.
La subcomarca era del bàndol maulet, no es pot oblidar que hi havia una certa relació entre els principals dirigents maulets i la subcomarca, així tenim el senyor de la Pobla en Lluís March d’Esplugues.
De Castelló, procedien: 
- en Joan Tàrrega i Salvador, destacat militar (fill del batlle de Xàtiva, n’Isidre Tàrrega i Guitart). que conquistà, el 25 de desembre de 1705, la ciutat de Xàtiva, per la qual cosa se’l nomenà alcaid del seu castell;
- en Joan Baptista Basset.

Cal nomenar també el senyor de Berfull, n’Onofre Dassió, que era governador de Xàtiva en el moment del seu setge.
La guerra va finalitzar amb la signatura el 1713 del Tractat d'Utrecht i el 1714 del Tractat de Rastatt, en aplicació dels quals Felip V fou reconegut com a rei d'Espanya,
Xàtiva resistí moltíssim contra els atacs botiflers, la qual cosa influí en la supressió dels Furs, el que dugué a més de la desaparició oficial del regne així com a altres canvis a nivell administratiu local, on també es calcà l’esquema castellà.
Malgrat la derrota política i militar, durant quasi tot el segle xviii, i per primera vegada en la seua història València, i amb ella la subcomarca, visqué un període llarg de espectacular creixement econòmic i demogràfic (a la subcomarca ens trobem que hi hagué pobles que triplicaren les seues cases, com el cas de Castelló que passà de 189 a 500, o Manuel de 56 a 175 i inclús Rafelguaraf de 22 a 81; altres com és el cas de l’Énova les duplucaren, passant d'unes 40 a 100, o Sant Joanet de 20 a 43 i Senyera de 21 a 46) La pau i la salud del poble foren claus per a aquest creixement poblacional que proporcionà la mà d’obra necessària per apoder garantir la intensificació i ampliació de la producció agrària.